# Caius Flaminius Nepos
Caius Flaminius Nepos (mort en 217 av. J.-C.) est un consul romain, d'origine plébéienne. Il eut pour fils Caius Flaminius, consul en 187 av J.-C..

## Biographie

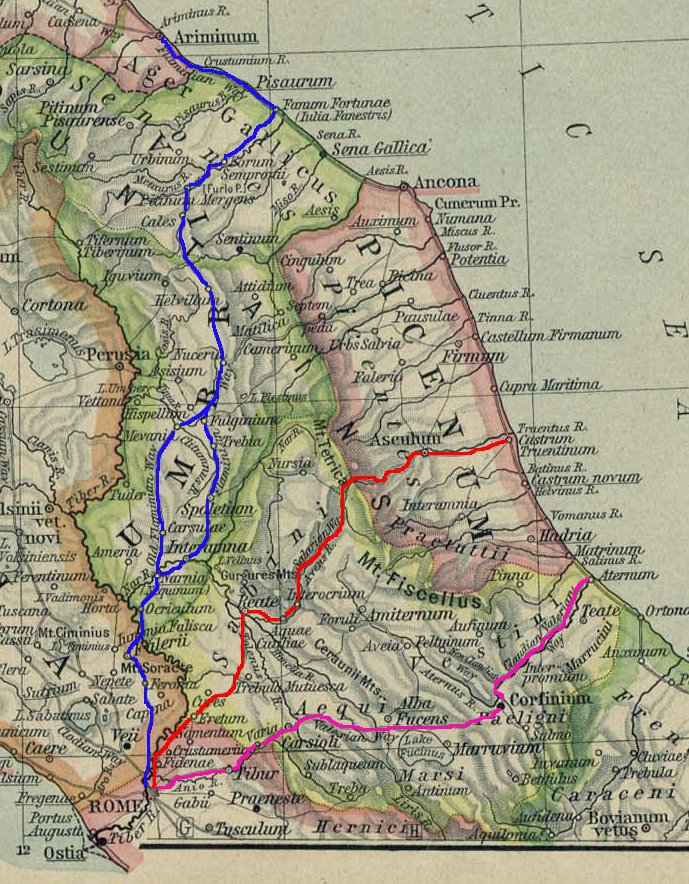
La via Flaminia, en bleu sur la carte, l'ager Gallicus et le Picenum se trouvent le long de la côte adriatique.

Caius Flaminius Nepos est tribun de la plèbe en 232 av. J.-C., lorsque, en dépit de l'opposition des membres du parti sénatorial, il réussit à faire voter une loi, la lex Flaminia de agro Gallico et Picenum viritim dividundo, qui prévoyait de diviser et de répartir individuellement (viritim) aux plébéiens les terres de l'ager Gallicus, dans la région de Rimini et du Picenum. Viritim signifiait ici que les terres seraient distribuées sans la création d'une communauté civique regroupée autour d'un centre urbain, d'une colonie. C'est là l'un des motifs de l'opposition des sénateurs.
Il assume en 223 av. J.-C. un premier consulat, avec Publius Furius Philus pour collègue. Leur nomination sera cependant invalidée peu de temps après leur élection, pour une question de procédure à caractère religieux. Bien que le Sénat ait demandé leur retour à Rome, Caius Flaminius choisit de passer outre et de poursuivre l'offensive entamée les deux années précédentes en Gaule cisalpine contre les gaulois Insubres, Boiens et Taurins. Il livre une bataille aux Insubriens au nombre de 50000 combattants, qu'il gagne puis retourne à Rome (Polybe). Dans cette bataille, leurs alliés Gaulois, les Cénomans, ne furent pas mis à contribution.
Censeur à partir de 220 av. J.-C., il prolongea vers Ariminum la route militaire qui porte son nom (via Flaminia), et qui, à l'origine, allait de Rome à Spoletium (aujourd'hui Spolète). Il construisit également le cirque Flaminius et, selon toute vraisemblance, inaugura les jeux plébéiens.
En 218 av. J.-C., il s'attira à nouveau l'hostilité des conservateurs en soutenant la lex Claudia, motion interdisant aux sénateurs et à leurs fils de posséder des navires de haute mer de plus de 300 amphores, sauf pour transporter les produits de leurs propres domaines.
À nouveau élu consul en 217 av. J.-C., avec pour collègue Cnæus Servilius Geminus, il prit le commandement de l'armée face aux Carthaginois d'Hannibal. Flaminius conduisit ses troupes d'Ariminum à Arretium (aujourd'hui Arezzo) mais fut surpris sur les rives du lac Trasimène et fut décapité au cours d'une sanglante bataille où périrent la moitié des 30 000 hommes de son armée. Un Celte combattant pour Hannibal nommé Ducarios fut son bourreau selon la mention de Tite-Live vengeant ainsi le massacre d'une partie de son peuple 6 ans plus tôt par une légion commandée par Flaminius.